# 賤機山
賤機山（しずはたやま）は、静岡県静岡市葵区にある山である。標高171メートル。山の南側半分を浅間山（せんげんさん）と称する。「シズオカ」の「シズ」の由来といわれる。

## 概要
安倍川に沿って南北に伸びる山の南麓には静岡浅間神社がある。南北朝時代から戦国時代にかけて賤機山山頂付近には賤機山城があった。また、山中には賤機山古墳（国の史跡）を3号墳とする賤機山古墳群が分布する。
1960年（昭和35年）に神社付近から浅間山山頂に向かう「静岡鉄道浅間山リフト」が設置されたが、1974年（昭和49年）の七夕豪雨で発生した山崩れの原因となったことから後に撤去され、リフトコースの大部分は崩落したが山頂駅のコンクリート基台付近は小公園となっている。なお、山頂広場への途中にコンクリートの築山があるがこれはリフトとは関係のない見晴し台である。
1970年（昭和45年）には僧侶の伊藤福松が私財を投じて、山頂に静岡大空襲の犠牲者と空襲時に安倍川上空で空中衝突し墜落した2機のB29の搭乗員の慰霊碑を建てた。毎年、慰霊碑では日米合同慰霊祭が開かれている。
この山の下を国道1号静清バイパスが走っている。
なお、歌川広重の浮世絵「東海道五十三次」の19番「府中」において、安倍川の背後に描かれた山を賤機山とする解説もあるが、方角や距離感から見て賤機山ではなく、安倍川西岸の徳願寺山と考えられている。

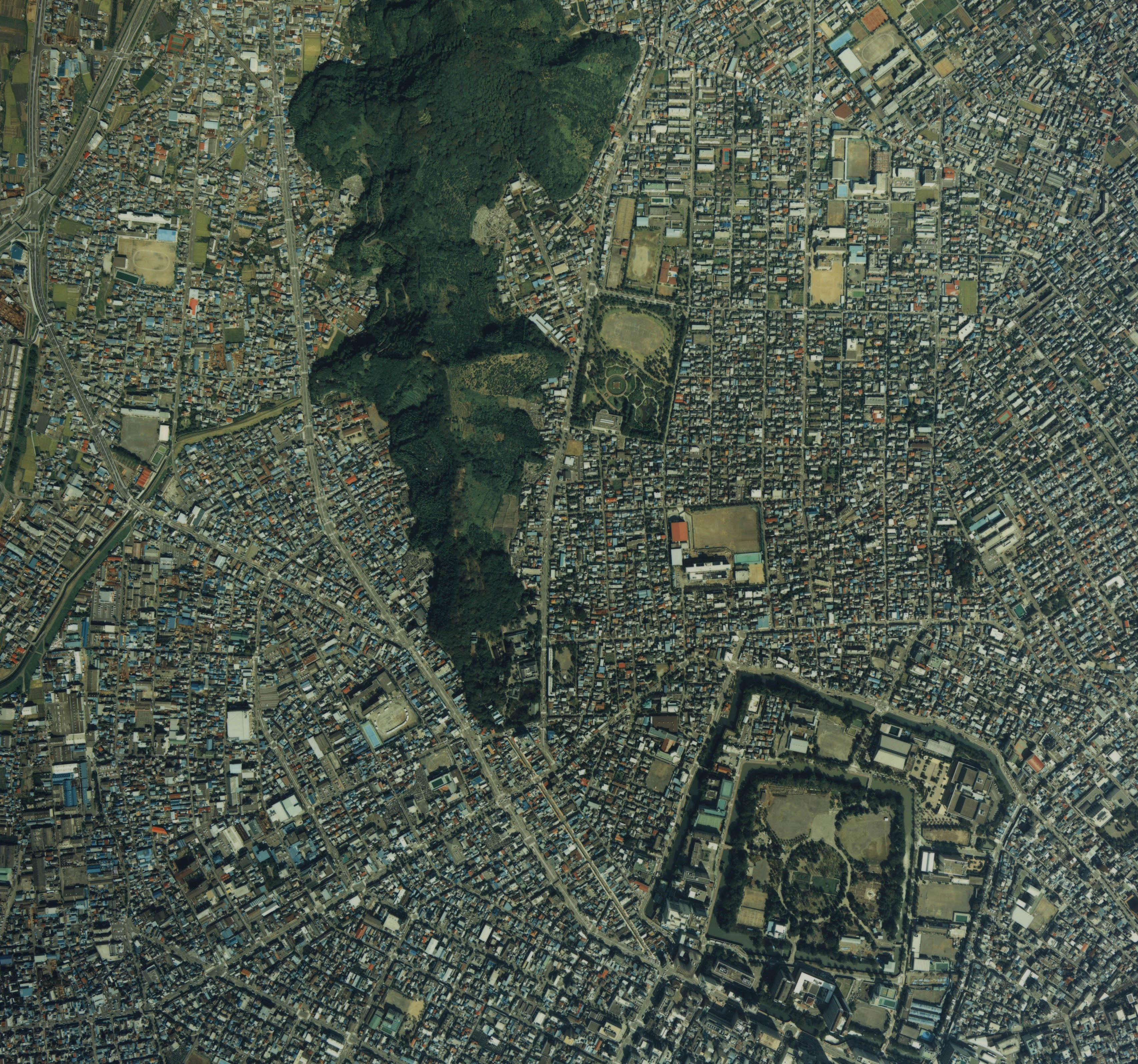
賤機山の航空写真。

## アクセス
- 浅間神社側

静岡駅からしずてつジャストラインバス安倍線・美和大谷線・中原池ヶ谷線「赤鳥居 浅間神社入口」バス停下車
- 鯨ヶ池側

静岡駅からしずてつジャストラインバス安倍線「鯨ヶ池入口」「鯨ヶ池老人福祉センター」バス停下車

## ギャラリー

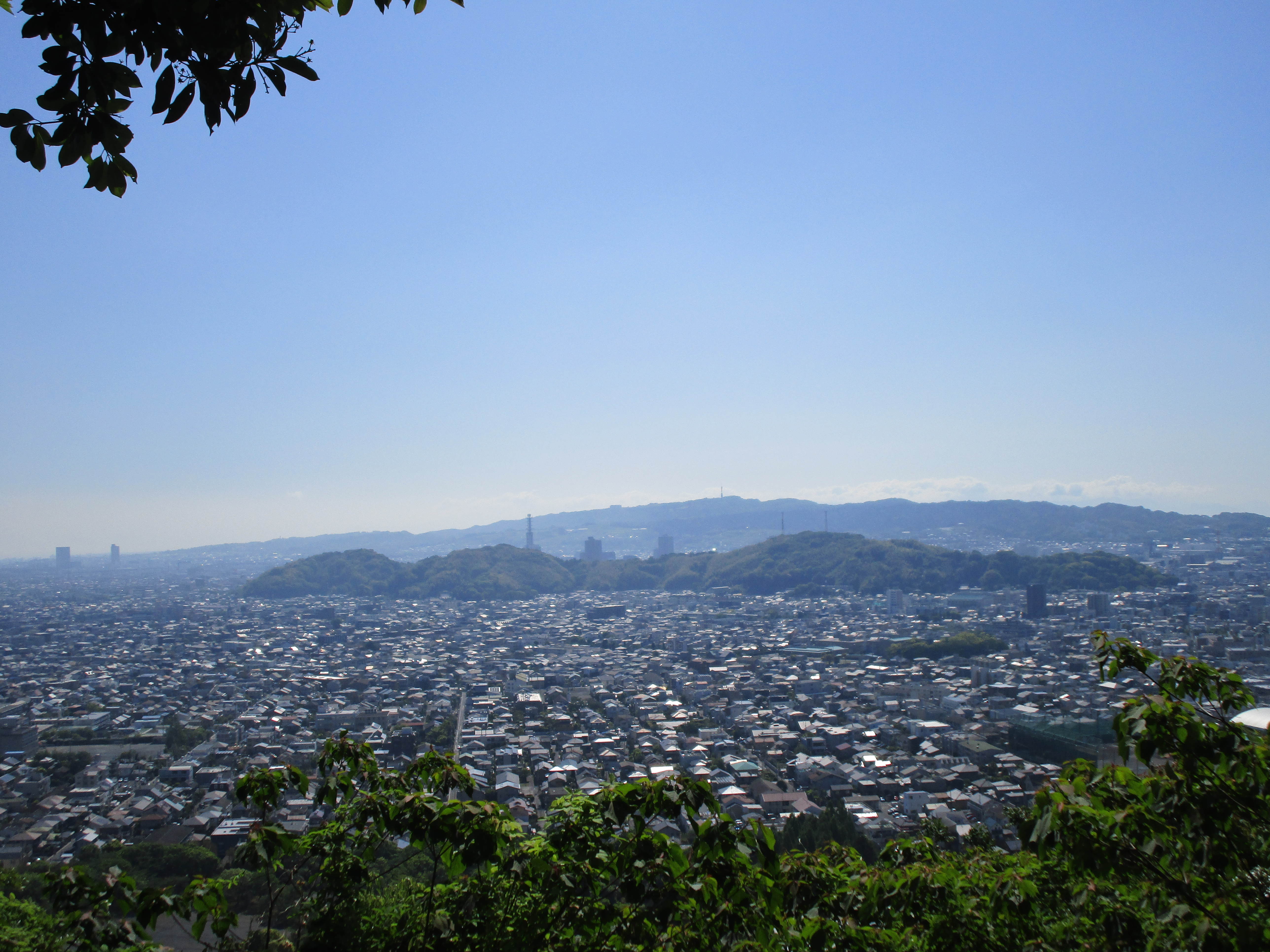
賤機山から東側遠望（谷津山、東静岡駅高層ビル群、日本平）
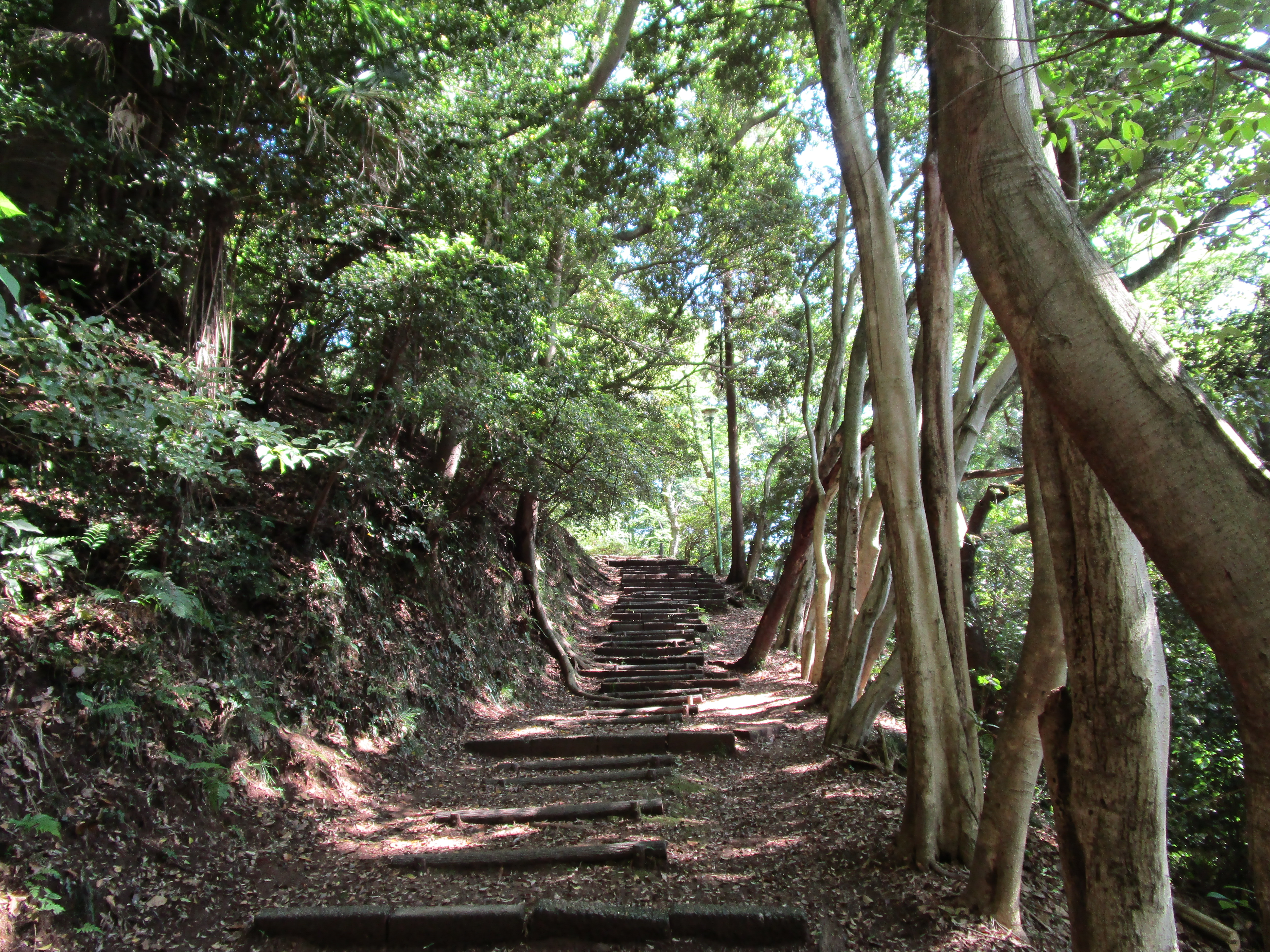
登山道
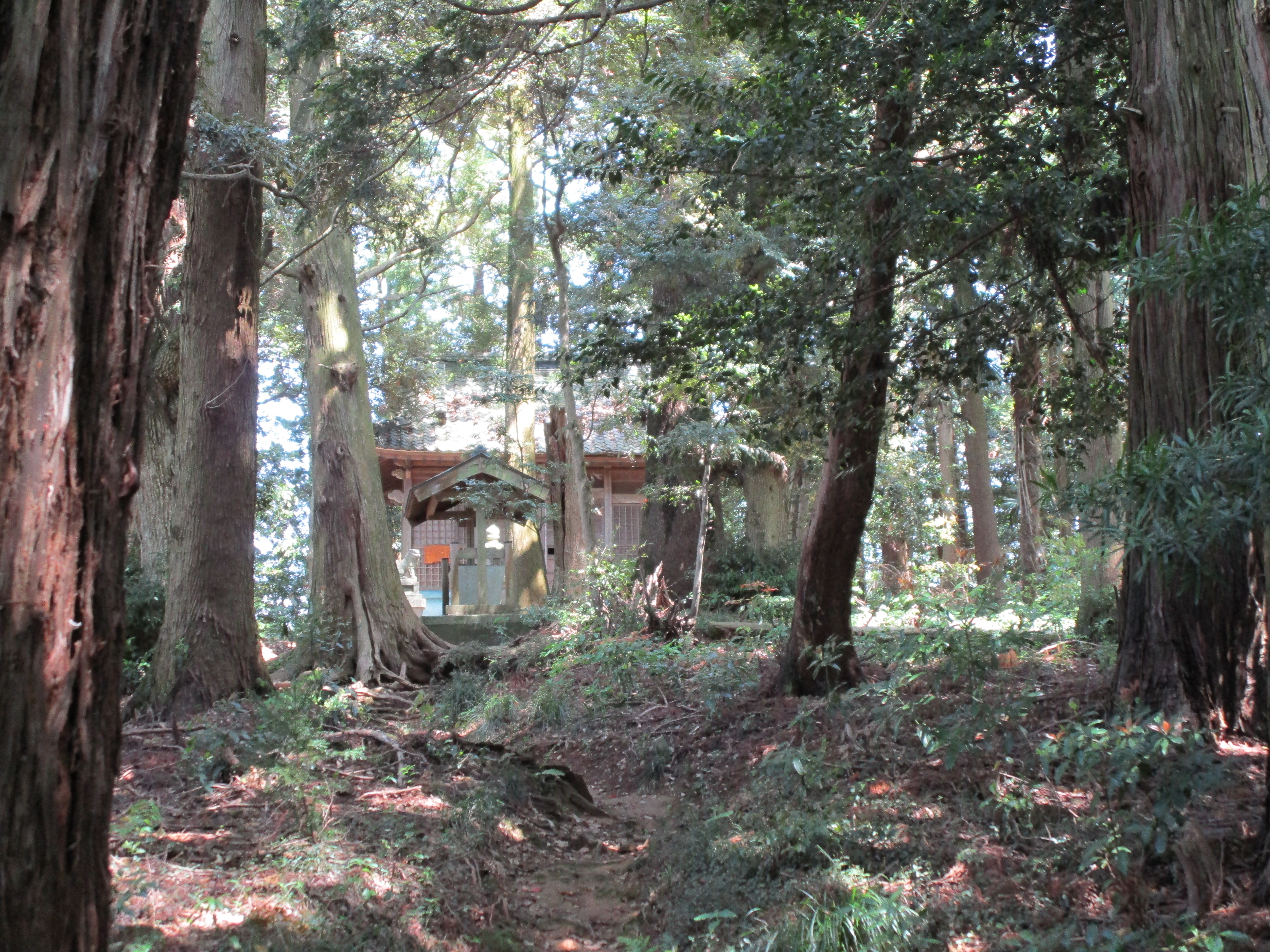
山中の福成神社
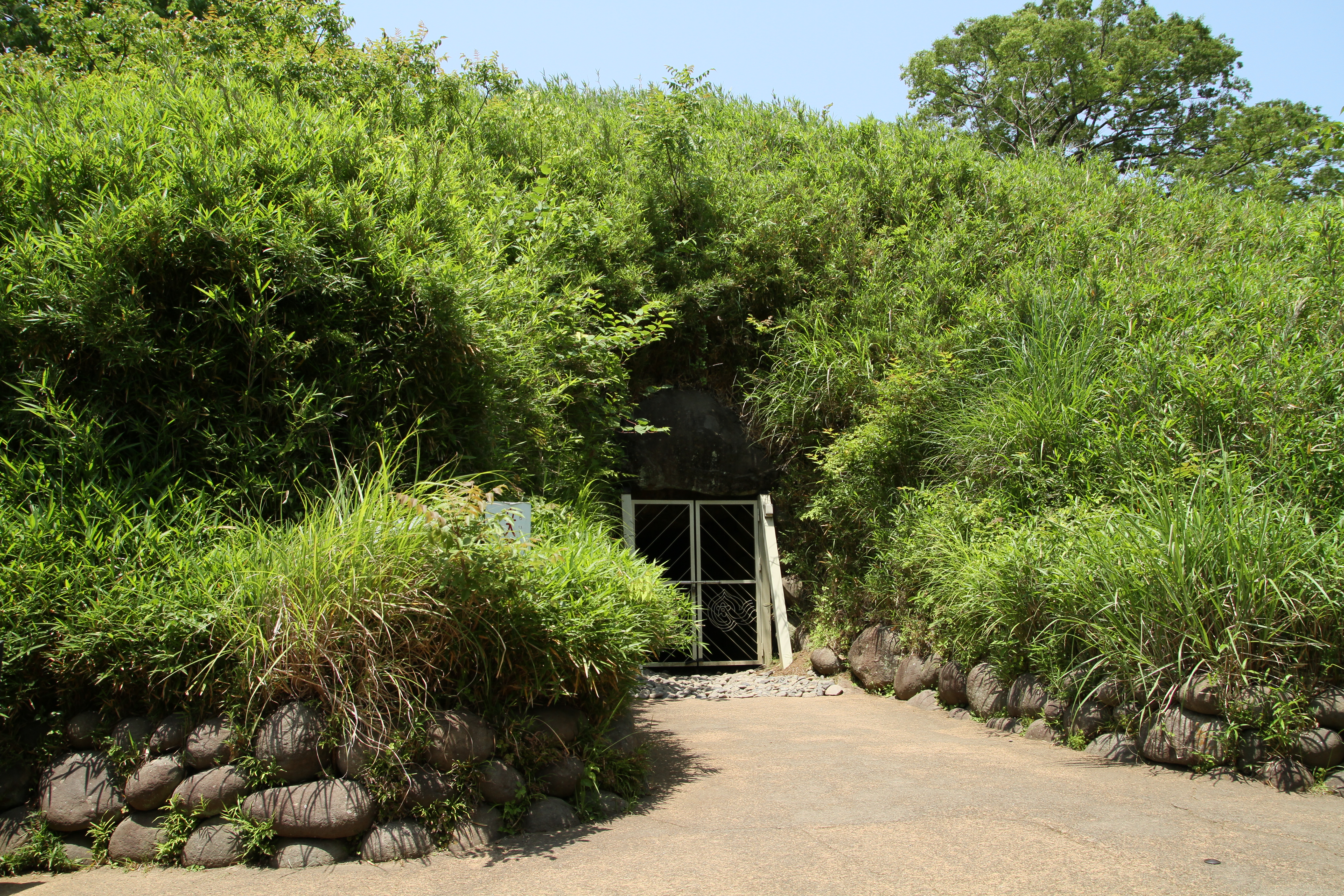
南端にある賤機山古墳
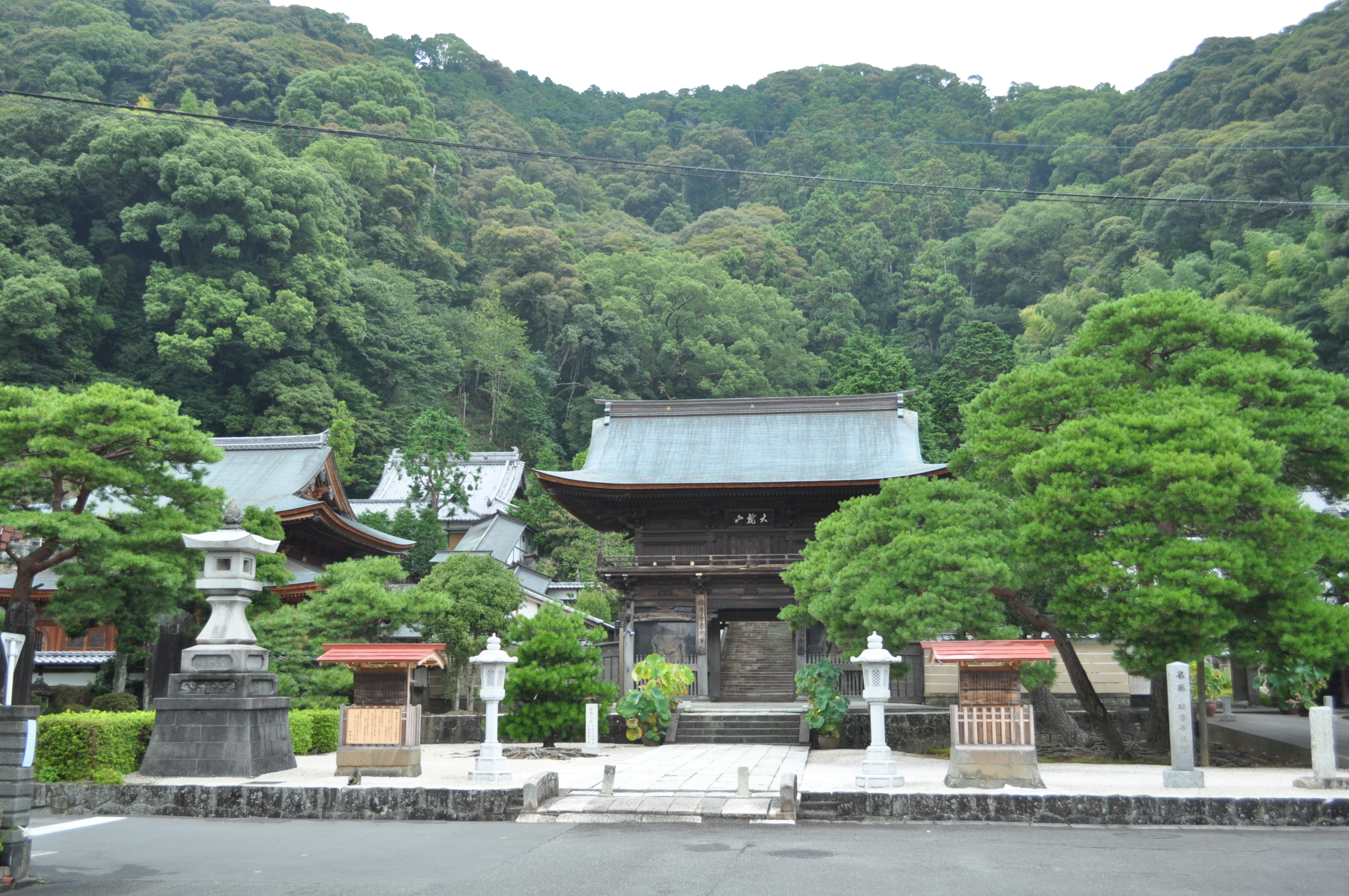
東麓にある臨済寺